# テケ侯国

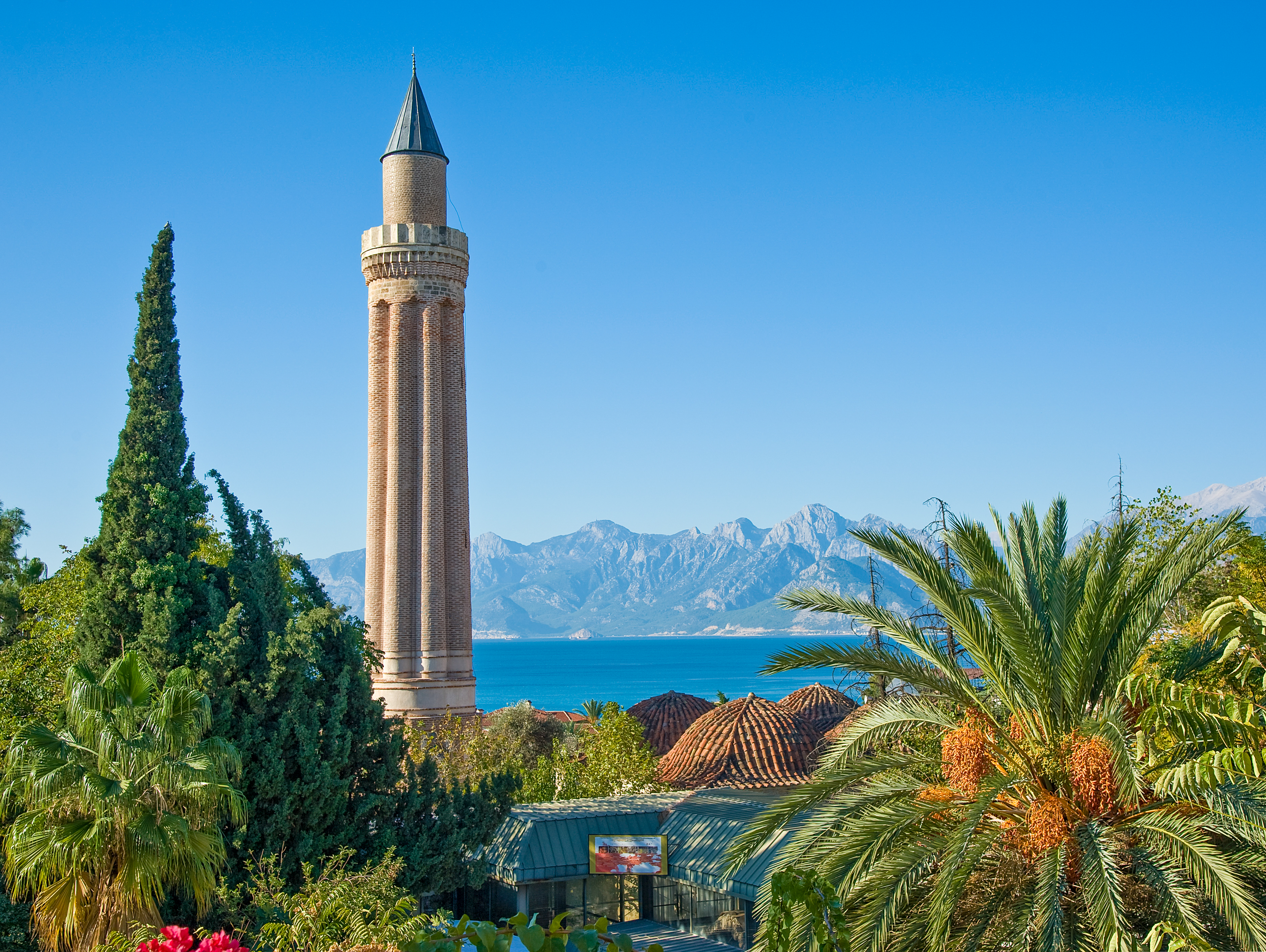
イヴリ・ミナレ・モスク。アンタルヤのシンボルであり、テケ侯国により1375年頃建立された。

テケ侯国（‐こうこく、Teke）は、アンタルヤを都としたアナトリアのベイリク（君侯国）のひとつ。

## 歴史
ルーム・セルジューク朝の衰退後、オグズ諸部族によって建国された辺境の君侯国である。この王朝は近隣のハミド侯国を治める2人の兄弟の間での領地の分割で始まった。
アンタルヤ県はトルコ共和国初期までテケ県（サンジャク）と呼ばれていた。また、アンタルヤの西の半島はテケ半島と呼ばれる。